# Stranger in a Strange Land (singel)
Stranger in a Strange Land – singel brytyjskiej heavymetalowej grupy Iron Maiden, promujący album Somewhere in Time.
Tytułowy utwór opowiada o człowieku uwięzionym w Arktyce, którego zamarznięte ciało zostało odnalezione lata później.  Adrian Smith napisał "Stranger in a Strange Land" zainspirowany opowieścią jednego z członków prawdziwej ekspedycji. Mimo zbieżności tytułów utwór nie jest inspirowany powieścią Roberta Heinleina "Obcy w obcym kraju".
"Stranger in a Strange Land" został także zamieszczony na kompilacji Ed Hunter.
Utwór "That Girl" jest pisaną w tradycyjnym stylu piosenką o miłości. "Juanita" (cover grupy Marshall Fury) opowiada o mężczyźnie pragnącym znów być z tytułową dziewczyną, ale ostatecznie odrzuca ją. Dickinson zmienia w jednym miejscu oryginalny tekst: "I’m never going back, Juanita" na "I’m never going down on Juanita".
Oba ostatnie utwory pierwotnie znajdowały się w repertuarze grupy The Entire Population of Hackney, a przy ich nagrywaniu nie uczestniczyli Dave Murray i Steve Harris.

## Utwory
1. "Stranger in a Strange Land" (Adrian Smith) – 5:45
2. "That Girl" (Andy Barnett, Merv Goldsworth, Pete Jupp) – 5:04
3. "Juanita" (Steve Barnacle, Derek O’Neill) – 3:47

## Twórcy
- Bruce Dickinson – śpiew
- Dave Murray – gitara
- Adrian Smith – gitara
- Steve Harris – gitara basowa
- Nicko McBrain – perkusja